# Rivière Sawine
La rivière Sawine est un affluent de la rivière aux Écorces, coulant dans le territoire non organisé de Lac-Ministuk, dans la municipalité régionale de comté (MRC) de Le Fjord-du-Saguenay, dans la région administrative du Saguenay–Lac-Saint-Jean, dans la province de Québec, au Canada. Le cours de la rivière Sawine traverse la partie nord-ouest de la réserve faunique des Laurentides.
La petite vallée de la rivière Sawine est située près la route 169. Cette vallée est aussi desservie par quelques routes forestières secondaires, surtout pour les besoins la foresterie et des activités récréotouristiques.
La foresterie constitue la principale activité économique de cette vallée ; les activités récréotouristiques, en second.
La surface de la rivière Sawine est habituellement gelée du début de décembre à la fin mars, toutefois la circulation sécuritaire sur la glace se fait généralement de la mi-décembre à la mi-mars.

## Géographie
Les principaux bassins versants voisins de la rivière Sawine sont :
- côté nord : bras des Angers, rivière Pikauba, ruisseau Plessis, ruisseau L'Abbé, rivière aux Écorces ;
- côté est : rivière Pika, rivière Pikauba, Le Grand Ruisseau, ruisseau Damasse, petite rivière Pikauba, rivière Cyriac ;
- côté sud : ruisseau de l’Écluse, ruisseau Blanc, ruisseau Gabrielle, lac aux Écorces, rivière Pika ;
- côté ouest : rivière Morin, ruisseau à Thom, lac de la Belle Rivière, rivière Métabetchouane.

La rivière Sawine prend sa source à la confluence du lac du Virage (longueur : 0,4 km ; altitude : 511 m) en zone forestière dans la réserve faunique des Laurentides. Cette source est située à :
- 0,7 km au nord du lac Morin ;
- 3,9 km au sud-ouest de la route 169 ;
- 7,2 km à l’est de la rivière aux Écorces ;
- 14,8 km au sud-est de la confluence de la rivière Sawine et de la rivière aux Écorces ;
- 3,9 km à l’ouest du lac Custeau, lequel est traversé par rivière Pika ;
- 45,1 km au sud-est du lac Saint-Jean[3].

À partir de sa source, la rivière Sawine coule sur 20,4 km avec une dénivellation de 172 m entièrement en zone forestière, selon les segments suivants :
- 0,9 km vers le nord traversant le lac du Cabanon (altitude : 511 m), jusqu’à la décharge (venant de l’ouest) du petit lac Morin ;
- 6,0 km vers le nord recueillant un ruisseau (venant du sud-est) et courbant vers le nord-ouest, jusqu’au pont de la route 169 ;
- 4,9 km vers le nord-ouest en serpentant jusqu’à la décharge (venant du nord-est) du lac Chartrand ;
- 0,6 km vers le nord, jusqu’à un ruisseau (venant du sud-ouest) ;
- 3,6 km vers le nord, jusqu’au ruisseau Daoust (venant de l’est) ;
- 4,4 km vers le nord en formant un crochet vers l’est, puis en courbant vers le nord-ouest, jusqu’à son embouchure[3].

La rivière Sawine se déverse sur la rive sud-est de la rivière aux Écorces. Cette confluence est située à :
- 0,3 km au nord-est de la confluence de la rivière Morin et de la rivière aux Écorces ;
- 7,6 km à l’ouest du cours de la rivière Pikauba ;
- 8,8 km au nord-est du lac de la Belle Rivière ;
- 9,7 km au sud de la confluence de la rivière Pikauba et de la rivière aux Écorces ;
- 15,3 km au sud-est de la confluence de la rivière Pikauba et du lac Kénogami ;
- 43,4 km au sud-ouest de la confluence de la rivière Chicoutimi et de la rivière Saguenay dans le secteur Chicoutimi de la ville de Saguenay[3].

À partir de l’embouchure de la rivière Sawine, le courant suit successivement le cours de la rivière aux Écorces sur 13,3 km vers le nord-est, le cours de la rivière Pikauba sur 10,6 km généralement vers le nord, traverse le lac Kénogami sur 17,6 km vers le nord-est jusqu’au barrage de Portage-des-Roches, puis suit le cours de la rivière Chicoutimi sur 26,2 km vers l’est, puis le nord-est et le cours de la rivière Saguenay sur 114,6 km vers l’est jusqu’à Tadoussac où il conflue avec l’estuaire du Saint-Laurent.

## Toponymie
La désignation toponymique « Rivière Sawine » parait sur une carte de 1947 du parc national des Laurentides. Cet hydronyme évoquerait le souvenir d'une famille abénaquise, plus particulièrement de celle d'Ambroise O'Bomsawin et de son fils Amable. Dans les années 1850, cette famille se serait établie à Mashteuiatsh, au Lac-Saint-Jean. Le spécifique « Sawine » serait donc la forme abrégée du nom de famille O'Bomsawin.
Le toponyme « Rivière Sawine » a été officialisé le 5 décembre 1968 à la Banque des noms de lieux de la Commission de toponymie du Québec.